# Phương ngữ Phúc Châu
Phương ngữ Phúc Châu (giản thể: 福州话; phồn thể: 福州話; bính âm: Fúzhōuhuà; FR: Hók-ciŭ-uâⓘ) còn gọi là tiếng Phúc Châu hay Phúc Châu thoại, là một phương ngữ uy tín của nhánh Mân Đông của nhóm tiếng Mân, được nói chủ yếu ở khu vực Mân Đông, mạn đông tỉnh Phúc Kiến. Giống như nhiều phương ngữ tiếng Hán khác, khối từ vựng phương ngữ Phúc Châu gồm chủ yếu hình thái đơn âm tiết mang thanh điệu và có cú pháp phân tích chủ yếu. Mặc dù nhánh Mân Đông tương đối gần với Mân Nam hoặc Phúc Kiến hơn so với các nhánh Hán khác như Quan thoại, Ngô hoặc Khách Gia nhưng chúng vẫn không thể hiểu lẫn nhau.
Phương ngữ Phúc Châu tập trung ở thành phố Phúc Châu, bao gồm mười một quận huyện: Phúc Châu, Bình Nam, Cổ Điền, La Nguyên, Mân Thanh, Liên Giang (bao gồm cả Mã Tổ), Mân Hầu, Trường Lạc, Vĩnh Thái, Phúc Thanh và Bình Đàm. Đây cũng là phương ngữ thứ hai tại nhiều thành phố và huyện mạn bắc và trung Phúc Kiến như Nam Bình, Thiệu Vũ, Thuận Xương, Tam Minh và Vưu Khê.
Phương ngữ Phúc Châu cũng được sử dụng rộng rãi ở một số khu vực hải ngoại, đặc biệt là ở các nước Đông Nam Á như Malaysia và Indonesia. Thành phố Sibu ở Malaysia được gọi là "Tân Phúc Châu" do dòng người nhập cư ở đó vào cuối thế kỷ 19 và đầu những năm 1900. Tương tự, một số lượng đáng kể người Phúc Châu đã di cư sang Nhật Bản, Hoa Kỳ, Canada, Vương quốc Anh, Úc, New Zealand, Singapore và Đài Loan trong vài thập niên kể từ cải cách kinh tế của Trung Quốc.

## Tên gọi
Trong các văn liệu cũ, phương ngữ này được gọi là "phương ngữ Foochow", dựa trên tên Bưu chính thức bính âm của Phúc Châu. Trong tiếng Trung, đôi khi nó được gọi là Phúc Châu ngữ 福州語 (Hók-ciŭ-ngṳ̄; bính âm: Fúzhōuyǔ). Người bản ngữ cũng gọi nó là Bình thoại (平話), có nghĩa là "ngôn ngữ hàng ngày".
Ở Singapore và Malaysia, nó thường được gọi là "Hokchiu" (cách phát âm của từ Phúc Châu bằng tiếng Phúc Kiến) hoặc "Huchiu" (cách phát âm của từ Phúc Châu trong chính tiếng Mân Đông).

## Lịch sử

### Sự hình thành

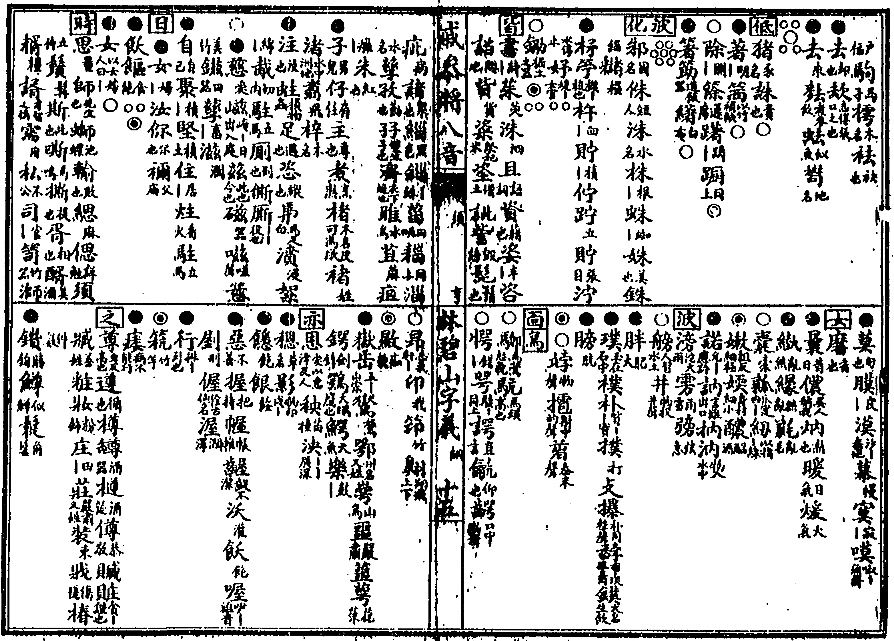
Vận thư Phúc Châu Thích Lâm Bát Âm (Qī Lín Bāyīn)

Sau khi nhà Tần chinh phục vương quốc Mân Việt ở đông nam Trung Quốc vào năm 110 TCN, người Hán bắt đầu định cư nơi ngày nay là tỉnh Phúc Kiến. Tiếng Hán thượng cổ do dòng người Hán nhập cư mang đến từ Trung Nguyên, cùng với sự ảnh hưởng của ngôn ngữ địa phương, trở thành ngôn ngữ Mân nguyên thủy đầu tiên mà từ đó phát sinh ra tiếng Mân Đông, tiếng Mân Nam và các ngôn ngữ Mân khác. Trong nhánh Mân này, tiếng Mân Đông và tiếng Mân Nam đều là một phần của nhóm Mân duyên hải do đó gần gũi với nhau hơn so với các nhóm Mân nội địa như Mân Bắc và Mân Trung.
Vận thư nổi tiếng Thích Lâm Bát Âm (Qī Lín Bāyīn), được biên soạn vào thế kỷ 17, là cuốn vận thư đầu tiên và đầy đủ nhất cung cấp một hướng dẫn có hệ thống để đọc chữ cho những người nói hoặc học phương ngữ Phúc Châu. Nó từng phục vụ để chuẩn hóa ngôn ngữ và vẫn được trích dẫn rộng rãi như một cuốn sách tham khảo có đáng tin cậy trong nghiên cứu học thuật hiện đại về âm vị học tiếng Mân.

## Hệ thống chữ viết

### Chữ Hán

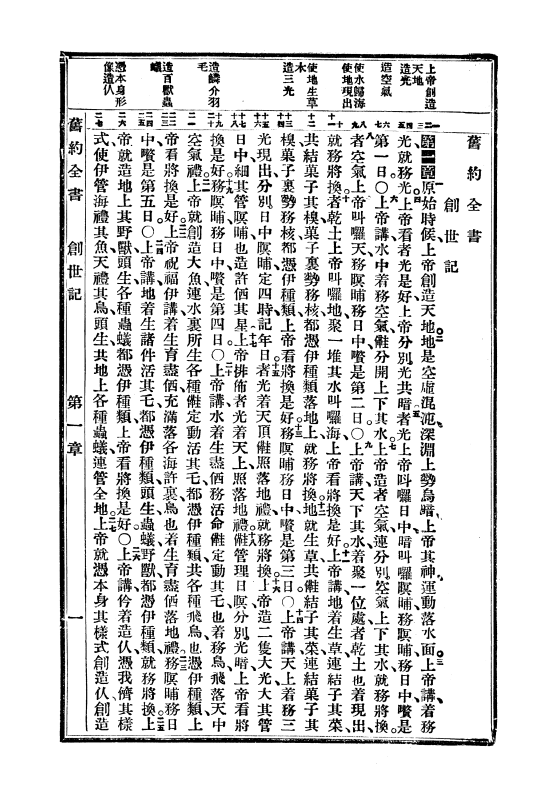
Kinh thánh Phúc Châu bằng chữ Hán, được xuất bản bởi Nhà Kinh thánh Trung Quốc vào năm 1940.

Hầu hết các từ của phương ngữ Phúc Châu bắt nguồn từ tiếng Hán thượng cổ nên có thể được viết bằng chữ Hán. Nhiều cuốn sách được xuất bản vào thời nhà Thanh đã được viết theo dạng phồn thể, chẳng hạn như Mǐndū Biéjì (閩都別記, Hán Việt: Mân Đô Biệt Kí, Phúc Châu La Tinh hoá: Mìng-dŭ Biék-gé). Tuy nhiên, hệ thống chữ Hán cho phương ngữ Phúc Châu có nhiều thiếu sót.
Thứ nhất, một số lượng lớn các từ chỉ có trong phương ngữ Phúc Châu, do đó chúng chỉ có thể được viết theo cách không chính thức. Chẳng hạn, từ "mâ̤", một từ phủ định, không có dạng chuẩn hoá thường dùng. Một số người viết nó là "賣" hoặc "袂" (cả hai đều chia sẻ cách phát âm giống hệt nhau nhưng có một ý nghĩa hoàn toàn không liên quan), và những người khác thích sử dụng một kí tự mới được tạo ra bằng cách ghép "勿" với "會 " nhưng ký tự này không có trong hầu hết các phông chữ.
Thứ hai, phương ngữ Phúc Châu đã bị loại khỏi hệ thống giáo dục trong nhiều thập kỷ. Kết quả là nhiều người cho rằng phương ngữ Phúc Châu không có hệ thống chữ viết chính thức và khi họ phải viết, họ có xu hướng sử dụng sai các ký tự có cách phát âm tiếng Trung phổ thông tương tự. Ví dụ, "會使 (â̤ sāi)" có nghĩa là 'okay' nhưng lại thường viết là "阿塞" bởi vì chúng được nói gần như là giống hệt nhau.

### Phúc Châu La tinh hóa

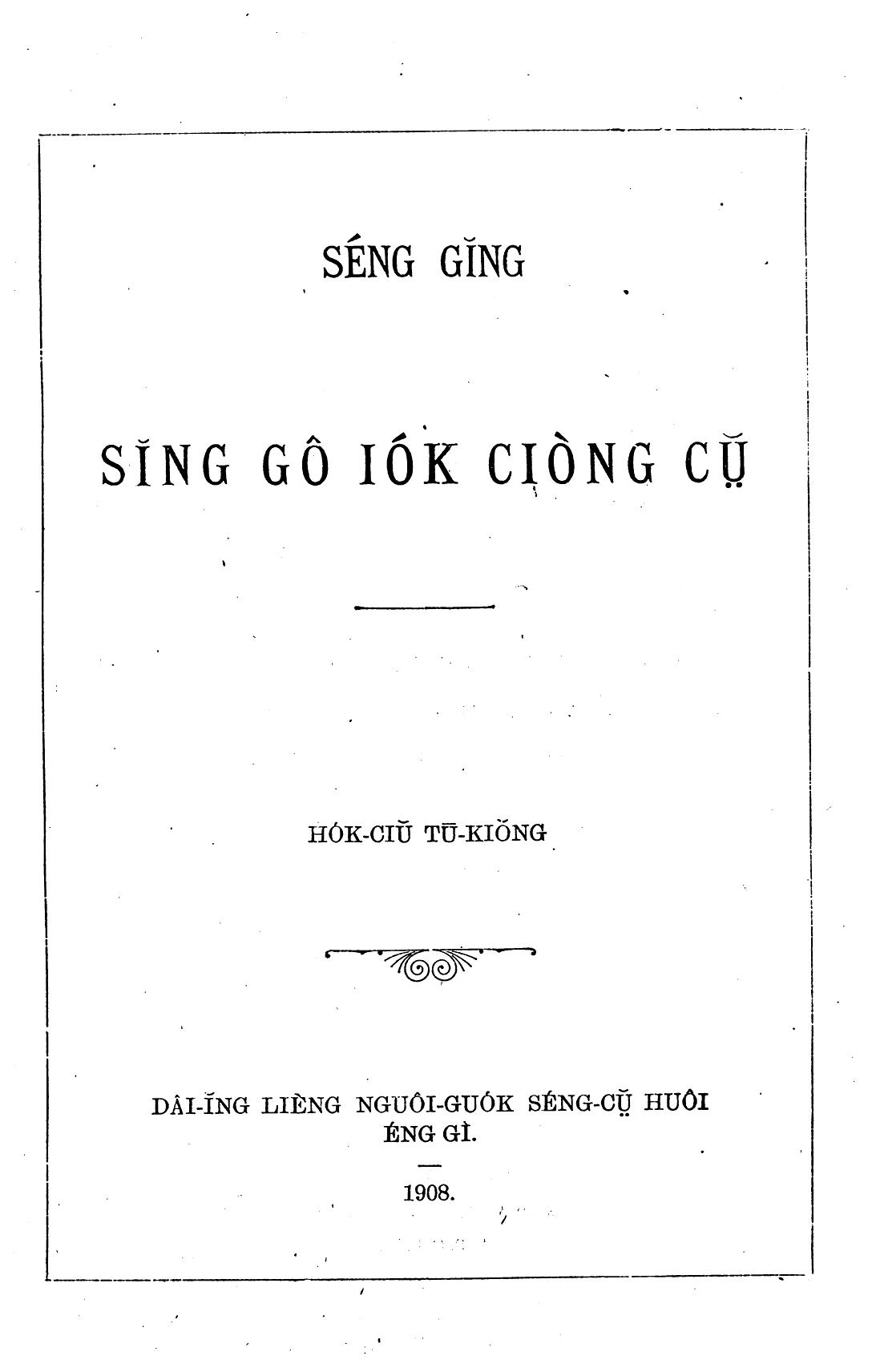
Kinh thánh bằng chữ Phúc Châu La Tinh hoá, được xuất bản bởi Hiệp hội Kinh thánh Anh và Nước Ngoài vào năm 1908.

Chữ Phúc Châu La tinh hoá còn được gọi là Bàng-uâ-cê (平話字, Bình thoại tự, viết tắt là BUC) hoặc Hók-ciŭ-uâ Lò̤-mā-cê (福州話羅馬字, Phúc Châu thoại La Mã tự) là dạng chữ viết La Tinh hoá cho phương ngữ Phúc Châu được thông qua vào giữa thế kỷ 19 bởi các nhà truyền giáo Mỹ và Anh. Nó đã thay đổi ở những thời điểm khác nhau và trở thành tiêu chuẩn trong nhiều thập kỷ sau đó. Chữ Phúc Châu La Tinh hoá chủ yếu được sử dụng trong phạm vi nhà thờ và được dạy trong một số Trường Truyền giáo ở Phúc Châu.

### Mân khang khoái tự
Mǐnqiāng Kuàizì (閩腔快字, Mân khang/xoang khoái tự, phiên âm bình thoại: Mìng-kiŏng Kuái-cê) theo nghĩa đen có nghĩa là "chữ nhanh giọng/tiếng Mân", là một hệ thống thiết âm (切音系統) cho phương ngữ Phúc Châu được thiết kế bởi học giả và nhà thư pháp Trung Quốc Lực Thiệp Tam (力捷三) vào năm 1896.